# Моноклинична кристална система
У кристалографији, моноклинична кристална система је једна од 7 кристалних система. Кристална система је дефинисана са три елементарна вектора и три угла између њих којима се дефинише кристалографски осни крст. Моноклинична система има неједнаке по величини елементарне векторе а углови γ и β су од 90° док трећи угао, угао α није прав угао.
|            |                       |
| примитивна | површински центрирана |

‎

## Моноклинична холоедрија
Прости облици моноклиничне холоедрије су:
- База
- Пинакоид
  - Клино пинакоид
  - Орто пинакоид
- Моноклинична призма
- Хеми орто дома
  - Предња хеми орто дома
  - Задња хеми орто дома
- Клино дома
- Хеми бипирамида
  - предња хеми бипирамида
  - задња хеми бипирамида